# Наумов, Марк Самуилович
Марк Самуилович Наумов (род. 9 февраля 1944 года, Москва) — советский и российский геолог и писатель.

## Биография
Марк Наумов родился в Москве 9 февраля 1944 года в роддоме им. Грауэрмана, учился в школе № 110 им. Ф. Нансена. В 1967 г. окончил геологический факультет МГУ и вскоре защитил кандидатскую диссертацию. Участвовал в инженерно-геологических изысканиях на БАМе; сейчас занимается той же работой. Член союза писателей Москвы СПМ-Н (недоступная ссылка) с 1993 г. Вошёл в литературу романом «Исход», написанным в 1969-76 гг., опубликованным в 1991-м и номинированным в 1992 г. на премию Букера, а также публикациями в журналах «Октябрь», «Огонёк», «Юность», «Предлог».

### Книги
- - 1991 — «Исход» (роман) , Москва, «Цимелиа» ,170 стр.,
  - 1999 — «Ядрён-корень» (сборник рассказов) , Москва , Лит-Клуб «Воробьёвы Горы» , 56 стр., тираж — 5000 экз.
  - 2000 — «Республика Крым» (путеводитель) , Москва , ИД «Симон-Пресс» \ «Эдиториал УРСС» , 240 стр., тираж — 000 экз., серия — «Мир Вокруг Нас» , ISBN 5-8360-0084-0 ,
  - 2001 — «Престолонаследник» (роман) , Москва, «Центрополиграф» , 556 стр., тираж — 6000 экз., серия — «Современная проза» , ISBN 5-227-01190-7
  - 2001 — «Оружие воина» (детская энциклопедия) , Москва, «Росмэн» , 352 стр., тираж — 10000 экз., серия — «Что-Как-Почему» , ISBN 5-8451-0704-0
  - 2001 — «Оружие. Битвы» (энциклопедия) , Москва, «Эксмо-Пресс» , 128 стр., тираж — 10000 экз., серия — «Всемирная детская энциклопедия» , ISBN 5-04-008468-4 , (в соавторстве)
  - 2002 — «Байкал — Якутия — Камчатка» (путеводитель) , Москва, «Вече»\ВАО «Интурист» , 304 стр., тираж — 2500 экз., серия «Исторический путеводитель» , ISBN 5-94538-112-8
  - 2003 — «Воины разных эпох» (научно-популярное издание), «Росмэн» , 120 стр., тираж — 7000 экз., ISBN 5-353-01287-9
  - 2003 — «Подмосковье» (путеводитель) , Москва , ИД «Симон-Пресс» \ «Эдиториал УРСС» , 312 стр., тираж — 000 экз., серия — «Мир Вокруг Нас» , ISBN 5-902044-03-0 , (в соавторстве)
  - 2005 — «Московское Метро» (путеводитель) , Москва, «Вокруг света» , 360 стр., тираж — 000 , серия — «Вокруг света» , ISBN 5-98652-023-8
  - 2005 — «Московское Метро 1935—2005» (подарочное издание) , Москва, «Вокруг света» , 96 стр., тираж — 000 , ISBN 5-98652-031-9
  - 2005 — «Московское Метро» [издание 2-е исправленное и дополненное] (путеводитель) , Москва, «Вокруг света» , 360 стр., тираж — 000 , серия — «Вокруг света» , ISBN
  - 2010 — «Под семью холмами» (путеводитель \ приложение к учебнику москвоведения) , Москва , АНО ИЦ «Москвоведение» \ ОАО «Московские Учебники» , 448 стр., тираж — 8000 экз., ISBN 978-5-7853-1341`-5

### Публикации
- - 1979 — «Юность» (рассказ), «Засада (недоступная ссылка)»
  - 2000 — Литературно — Художественный Альманах «Предлог» , № 4 , (рассказы), «Ядрён — корень», «Муравьиная тропа»
  - 2002 — Литературно — Художественный Альманах «Предлог» , № 6 , (родословные зарисовки), «Похождения деда Нухима»
  - 2004 — Литературно — Художественный Альманах «Предлог» , № 10 , (рассказы), «Во дворе, где каждый вечер …»
  - 2005 — Общественно — публицистический и культурно просветительский журнал еврейских общин России , Украины и других стран СНГ «Корни», "№ 28 , (повесть), «Мои университеты интернационализма» (журнальный вариант), тираж — 900 экз., ISBN 5-93448-017-1
  - 2006 — Литературно — Художественный Альманах «Предлог» , № 12 , «Главы из повести»
  - 2009 — Независимый литературно — художественный и общественно — политический журнал «Дружба народов» , № 2 , (повесть), «Краткий курс практического интернационализма», тираж — 2000 экз., ISSN 0012-6756

## Награды
- - 1992 — «Исход примирения» — номинант на премию Букера

## Отзывы
1997 — Юрий Нагибин, «Время жить», «Современник» [www.belousenko.com/books/Nagibin/nagibin_time_to_live.htm Nagibin]
………………Особенно удручает положение, в котором оказались ещё недавно молодые, прекрасно заявившие о себе рассказчики. Оказывается, издать одну книгу можно, но вторую — «извини-подвинься!». Так случилось с талантливыми Н. Соротокиной, Л. Репиной, М. Наумовым. «Советский писатель» выпустил довольно большой и очень хороший сборник рассказов Н. Соротокиной, но о нём нигде не было сказано хоть слова. И редакционно-издательский мир охладел к молодому автору. Все как-то зависло: не отказывают и не издают. Она подалась в кино…………
……………Марк Наумов — явление незаурядное, но до сих пор не открытое, как Америка до появления кораблей Колумба. Ему удалось опубликовать несколько отличных рассказов в периодике, из которых в его единственную небольшую книжечку попал всего один, остальные принадлежат к «отходам производства». Он давно бы мог опубликовать книгу первоклассной прозы, но все сидит у моря и ждет погоды………………..
……………Конечно, можно сказать, что один, даже превосходный рассказ погоды не делает, но, во-первых, рассказ М. Рощина не одинок, только что «Огонёк» опубликовал замечательный и мудрейший рассказ М. Наумова «Муравьиная тропа», во-вторых, превосходные рассказы на пустом месте не возникают.
```
Юрий Нагибин
 : "
Без духовности нации не спасти нам Россию
"
```

……………В доперестроечные годы, как правило, выходили книги бездарные, в худших традициях соцреализма. Когда, скажем, появился роман Бабаевского «Кавалер Золотой звезды», считалось, что советская литература находится в расцвете. А когда издали недавно свои романы Марк Харитонов, Марк Наумов и Василий Куваев — книги мирового класса, мало кто заметил. Ещё и сетуют, что в России якобы нет литературы……………
Как ни грустно, «самая читающая в мире страна» предпочитает сегодня Чейза, Агату Кристи… Хотя Агата Кристи — хорошая писательница! Увы, но большую популярность имеют порнография, бездарные кино- и литературные поделки. «Марианна» на телевидении плачет, а «Анжелика» — в литературе. Может быть, всякому смутному времени свойственно отчуждение от серьёзной литературы, искусства?
- -     - Наумов Марк Престолонаследник (недоступная ссылка)

Исторический роман повествует о времени Великой смуты на Руси и посвящён одной из самых интересных и загадочных фигур этого трагического периода русской истории — князю, полководцу М. В. Скопину-Шуйскому. В союзе со шведами он одержал победу над войсками Лжедмитрия II и был убит в результате придворных интриг.
Автор мастерски погружает читателя в атмосферу той эпохи, помогает понять образ мыслей наших предков, их чувства и побуждения.